# Eugène de Grille d'Estoublon
Eugène de Grille d'Estoublon est un homme politique français né le 23 septembre 1803 à Arles (Bouches-du-Rhône) et mort le 20 juillet 1887 dans cette même ville.

## Biographie
Eugène, Marie, Joseph de Grille d'Estoublon est né le 23 septembre 1803 à Arles. Il est marquis de Grille et propriétaire à Arles. 
Il est élu député des Bouches-du-Rhône le 2 mars 1839 et réélu le 9 juillet 1842 puis le 1er avril 1846,. Bien qu'élu comme légitimiste, il soutient les deux gouvernements dirigés par le maréchal Soult, (1838-1840) et (1840-1847) et appartient à la majorité gouvernementale.
Il n'a plus de fonction politique nationale après la révolution de 1848. 
Eugène de Grille d'Estoublon meurt le 20 juillet 1887 à Arles.